# Hartmut Krüger
Hartmut Krüger, född den 8 maj 1953 i Güsen i Tyskland, är en östtysk handbollsspelare.
Han tog OS-guld i herrarnas turnering i samband med de olympiska handbollstävlingarna 1980 i Moskva.